# 紅胸棘鯛
紅胸棘鯛輻鰭魚綱金眼鯛目燧鯛亞目燧鯛科的其中一種，分布於大西洋及西印度洋海域，棲息深度100-1175公尺，體長可達42公分，棲息在深水域，無經濟價值。

## 擴展閱讀
維基物種上的相關：紅胸棘鯛